# Elbridge (villa)
Elbridge es una villa ubicada en el condado de  Onondaga en el estado estadounidense de Nueva York. En el año 2000 tenía una población de 1,103 habitantes y una densidad poblacional de 408.5 personas por km².

## Geografía
Elbridge se encuentra ubicada en las coordenadas 43°2′3″N 76°26′36″O / 43.03417, -76.44333.

## Demografía
Según la Oficina del Censo en 2000 los ingresos medios por hogar en la localidad eran de $44,712, y los ingresos medios por familia eran $49,539. Los hombres tenían unos ingresos medios de $36,750 frente a los $27,321 para las mujeres. La renta per cápita para la localidad era de $21,376. Alrededor del 4.8% de la población estaban por debajo del umbral de pobreza.